# Van Hool 409
Le Van Hool 409 ou Van Hool Fiat 409, de par sa motorisation et certains composants, est un autobus urbain produit par le constructeur belge Van Hool à partir de 1971[réf. nécessaire]

## Histoire

### Van Hool-Fiat 409 AU9
Cette deuxième série d'autobus urbains a été présentée en 1972. La première commande du transporteur belge MIVG portait sur 34 exemplaires destinés à remplacer les Brossel A92 et Mercedes O322 de sa flotte.

### Van Hool-Fiat 409 AU95
En 1975, une troisième version baptisée 409 AU95 voit le jour. Produite à 42 exemplaires, elle conserve la même carrosserie et motorisation, seule la boîte de vitesses Fiat est remplacée par une Allison. Mise en service à Anvers.

## Caractéristiques

### Motorisation
| Véhicules          | 409 AU95         | 409 AU9          | 409 AU9              | 409 AU9 409 AU93                             | 409 AU9                          |
| ------------------ | ---------------- | ---------------- | -------------------- | -------------------------------------------- | -------------------------------- |
| Carburant          | Diesel           | Diesel           | Diesel               | Diesel                                       | Diesel                           |
| Moteur             | Fiat 8200.12.444 | Fiat 8200.12.445 | Fiat 8200.12.447     | Fiat 8200.14.445                             | Leyland O680                     |
| Construction       |                  |                  |                      |                                              |                                  |
| Type               |                  |                  |                      |                                              |                                  |
| Norme pollution    |                  |                  |                      |                                              |                                  |
| Cylindrée          |                  |                  |                      |                                              |                                  |
| Performance        | 120 kW (170 ch)  | 129 kW (175 ch)  | 120 kW (170 ch)      | 129 kW (175 ch)                              | 129 kW (175 ch)                  |
| Couple             |                  |                  |                      |                                              |                                  |
| Consommation + CO2 |                  |                  |                      |                                              |                                  |
| Boites de vitesses | Allison MT640    | Voith            | Voith Diwabus 501 SR | Voith Diwabus 501 SR Voith Diwabus 506 U + S | Voith Diwabus 501 SR             |
| Remarques          |                  |                  |                      |                                              | Produit uniquement pour la STIB. |

## Production
| Réseau           | Modèle   | Motorisation     | Nombre   | Numéros                 | En service     | Remarques                                     |
| ---------------- | -------- | ---------------- | -------- | ----------------------- | -------------- | --------------------------------------------- |
| Anvers - MIVA    | 409 AU95 | Fiat 8200.12     | 15 20 17 | 611-625 626-645 646-662 | 1975 1976 1977 |                                               |
| Anvers - MIVA    | 409 AU9  | Fiat 8200.12.447 | 15 25 5  | 576-590 591-605 606-610 | 1971 1972      |                                               |
| Gand - MIVG      | 409 AU9  | Fiat 8200.12.445 | 34       | 01-34                   | 1973           |                                               |
| Gand - MIVG      | 409 AU95 | Fiat 8200.12     | 25 19    | 35-57 58-76             | 1975-1976 1977 |                                               |
| Bruxelles - STIB | 409 AU9  | Leyland O680     | 15       | 8501-8515               | 1972           |                                               |
| Bruxelles - STIB | 409 AU9  | Fiat 8200.14.445 | 15       | 8516-8530               | 1972           |                                               |
| Bruxelles - STIB | 409 AU9  | Fiat 8200.14.445 | 30       | 8531-8560               | 1972           | Carrossés par Jonckheere                      |
| Bruxelles - STIB | 409 AU9  | Fiat 8200.14.445 | 105      | 8561-8665               | 1972-1973      |                                               |
| Bruxelles - STIB | 409 AU93 | Fiat 8200.14.445 | 100      | 8666-8765               | 1974-1975      |                                               |
| Charleroi - STIC | 409 AU9  | Fiat 8200.12     | 12 12    | 51-62 63-74 76-87 88-99 | 1972 1972 1973 | La série 51-62 était carrossée par Jonckheere |
| Charleroi - STIC | 409 AU93 | Fiat 8200.12     | 31       | 101-131                 | 1974           |                                               |
| Liège - STIL     | 409 AU93 | Fiat 8200.12     | 20       | 131-150                 | 1972-1973      |                                               |